# Tim Rice
Sir Timothy Miles Bindon Rice (Anglia, Amersham, 1944. november 10. –) háromszoros Oscar-díjas és négyszeres Grammy-díjas angol dalszövegíró. Leghíresebbek Andrew Lloyd Webberrel közös munkái. Filmzenék mellett színházi (musical) műveken is dolgozott.

## Élete
Tim Rice az EMI-nél kezdte karrierjét, ahol Norrie Paramor volt a mentora. Mikor Paramor távozott a cégtől, Rice is követte. Ekkor ismerkedett meg Andrew Lloyd Webberrel.
Közös munkájuk gyümölcse – Webber, mint zeneszerző, Rice, mint szövegíró – több musical: „József és a színes szélesvásznú álomkabát”, „Jézus Krisztus szupersztár” és az „Evita”.
Ezután sokat dolgozott a Disney stúdiónak, az „Aladdin” és az „Az oroszlánkirály” zenéjén, valamint színpadra állította a „Szépség és a szörnyeteg”-et, az „Az oroszlánkirály”-t, és az „Aidá”-t.
Az 1960-as évek óta olyan rangos zeneszerzőkkel, mint Vangelis, Mike Batt, Elton John, Freddie Mercury, Burt Bacharach, Marvin Hamlich és John Barry (a Polipka című James Bond film „All Time High” főcímzenéjét) dolgozott együtt. Elvis Presley, Plácido Domingo, 10cc, Gary Glitter és Tony Christie számára is írt számokat.
1999-ben II. Erzsébet brit királynő lovaggá ütötte, 2007-ben pedig csillagot kapott Hollywoodban a hírességek sétányán.

## Színházi művek
- 1967 – József és a színes szélesvásznú álomkabát (zeneszerző Andrew Lloyd Webber)
- 1970 – Jézus Krisztus szupersztár (zeneszerző Andrew Lloyd Webber)
- 1976 – Evita (zeneszerző Andrew Lloyd Webber)
- 1983 – Blondel (zeneszerző Stephen Oliver)
- 1984 – Sakk (zeneszerző Benny Andersson és Björn Ulvaeus)
- 1986 – Cricket (zeneszerző Andrew Lloyd Webber)
- 1992 – Tycoon
- 1993 – A Szépség és a Szörnyeteg (zeneszerző Alan Menken; szövegírótárs Howard Ashman)
- 1996 - Heathcliff (zeneszerző John Farrar)
- 1997 – King David (zeneszerző Alan Menken)
- 2000 – Aida (zeneszerző Elton John)

## Filmek
- 1992 – Aladdin
- 1994 – Az oroszlánkirály
- 1996 - Evita

## Díjak és jelölések
Tim Rice három Oscar-díjat nyert, valamint kilenc más díjat is begyűjtött, és további kilencre volt jelölt.
- Oscar-díj
  - 1993 – díj: legjobb eredeti betétdal kategóriában (Aladdin – „A Whole New World”)
  - 1995 – jelölés: legjobb eredeti betétdal kategóriában (Az oroszlánkirály – „Circle of Life”)
  - 1995 – jelölés: legjobb eredeti betétdal kategóriában (Az oroszlánkirály – „Hakuna Matata”)
  - 1995 – díj: legjobb eredeti betétdal kategóriában (Az oroszlánkirály – „Can You Feel the Love Tonight”)
  - 1997 – díj: legjobb eredeti betétdal kategóriában (Evita – „You Must Love Me”)
- Golden Globe-díj
  - 1993 – díj: legjobb eredeti filmbetétdal kategóriában (Aladdin – „A Whole New World”)
  - 1995 – jelölés: legjobb eredeti filmbetétdal kategóriában (Az oroszlánkirály – „The Circle of Life”)
  - 1995 – díj: legjobb eredeti filmbetétdal kategóriában (Az oroszlánkirály – „Can You Feel the Love Tonight”)
  - 1997 – díj: legjobb eredeti filmbetétdal kategóriában (Evita – „You Must Love Me”)
- Grammy-díj
  - 1994 – díj: legjobb betétdal kategóriában (Aladdin – „A Whole New World”)
  - 1995 – jelölés: legjobb eredeti betétdal kategóriában (Az oroszlánkirály – „Circle of Life”)
  - 1995 – díj: legjobb eredeti betétdal kategóriában (Az oroszlánkirály – „Can You Feel the Love Tonight”)
- Arany Málna díj
  - 1982 – jelölés: legrosszabb eredeti betétdal kategóriában (The Fan - „Hearts, not Diamonds”)